# Hemithea pallidimunda
Hemithea pallidimunda är en fjärilsart som beskrevs av Inoue 1986. Hemithea pallidimunda ingår i släktet Hemithea och familjen mätare. Inga underarter finns listade i Catalogue of Life.